# بوشکو یانکوویچ
بوشکو یانکوویچ (سیریلیک صربی: Бошко Јанковић؛ زادهٔ ۱ مارس ۱۹۸۴) بازیکن فوتبال اهل صربستان است.
از باشگاه‌هایی که در آن بازی کرده‌است می‌توان به باشگاه فوتبال پالرمو، باشگاه ورزشی رئال مایورکا، باشگاه فوتبال هلاس ورونا، باشگاه فوتبال جنوآ، و باشگاه فوتبال ستاره سرخ بلگراد اشاره کرد.
وی همچنین در تیم‌های ملی فوتبال زیر ۲۱ سال صربستان و صربستان بازی کرده‌است.